# Барвиці
Барвіце (пол. Barwice, нім. Bärwalde) — місто в північно-західній Польщі, на річці Генся (пол. Gęsia). 
За станом на 31 березня 2014 року, місто мало 3 845 жителів.

## Демографія
Демографічна структура станом на 31 березня 2011 року:
|          | Загалом | Допрацездатний вік | Працездатний вік | Постпрацездатний вік |
| -------- | ------- | ------------------ | ---------------- | -------------------- |
| Чоловіки | 1853    | 374                | 1315             | 164                  |
| Жінки    | 1987    | 379                | 1234             | 374                  |
| Разом    | 3840    | 753                | 2549             | 538                  |